# Cypholophus chamaephyton
Cypholophus chamaephyton är en nässelväxtart som beskrevs av H. Winkl.. Cypholophus chamaephyton ingår i släktet Cypholophus och familjen nässelväxter. Inga underarter finns listade i Catalogue of Life.